# София Венгерская
София Венгерская (венг. Zsófia) ― член династии Арпадов, дочь короля Венгрии Белы I и Рихезы Польской. В первом браке с Ульрихом I Истрийским — маркграфиня Истрии (1062―1070), во втором браке с Магнусом Саксонским — герцогиня Саксонии (1072―1095).

## Биография
София была дочерью короля Венгрии Белы I (ок. 1020 ― 1063) и его супруги Рихезы Польской. Её отец был правителем в Нитранском княжестве, но был вынужден бежать в Польшу во время династической борьбы со своим братом королём Андрашем I. В 1060 году он вернулся в Венгрию и с польской поддержкой захватил трон в Эстергоме.
Дочь Белы София была сначала обручена с маркграфом Мейсена Вильгельмом IV, который с императорской армией был отправлен в Венгрию вдовствующей императрицей Агнесой де Пуатье. Вильгельм был захвачен Белой, который, тем не менее, был восхищён его храбростью. Он неожиданно умер в 1062 году, не успев жениться на Софии. Она вышла замуж за его племянника, маркграфа Крайны Ульриха I. Её муж, верный сторонник германской Салической династии, использовал свои родственные контакты с венгерским правителем и расширил свои территории в Истрии, несмотря на сопротивление патриарха Аквилея и Венецианской республики. К 1063 году он владел обширными владениями вдоль Адриатического побережья до Фиуме (Риека), которые позже стали герцогством Мерания; его права на владения были официально подтверждены королём Генрихом IV.
После смерти Ульриха в 1070 году София вышла замуж за принца Магнуса из династии Биллунгов (ум. 1106), сына герцога Ордульфа Саксонского. Магнус поддержал мятежного саксонского графа Оттон Нортхеймский и был заключён под арест королём Генрихом IV; он оставался в плену, даже когда унаследовал титул герцога от своего отца в 1072 году. Только в августе 1073 года во время Саксонского восстания он был освобождён из заключения в замке Гарцбург. Позднее он участвовал в Великом Саксонском восстании, однако в конце концов примирился с королём Генрихом.

## Семья
- 1-й муж: (1062―1070) Ульрих I, маркграф Истрии (ум. 6 марта 1070). Дети:
  - Ульрих II (ум. 13 мая 1112), граф Веймара
  - Поппо II (ум. 1098), маркграф Истрии
  - Рихардис (Рихгарда), жена графа Эккехарда фон Шейерн
  - Вальбурга (?), муж — или Конрад, князь Брно, или Удальрик, князь Моравии
  - Адельгейда (ок. 1065—1122); 1-й муж — Фридрих II, домфогт фон Регенсбург, 2-й муж — Удальшалк I, граф в Лумгау (ум. 1115)

- 2-й муж: (1072―1095) Магнус, герцог Саксонии (ок. 1045 — 23 августа 1106). Дети:
  - Вульфхильда (ум. 29 декабря 1126), жена герцога Баварии Генриха IX Чёрного
  - Эйлика (ум. 16 января 1142), жена графа Балленштедтского Оттона Богатого